# Ducktales 2
Ducktales 2 är ett datorspel baserat på Disneys TV-serie Ducktales. Det släpptes först i USA till NES av Capcom 1993. Spelet finns med i The Disney Afternoon Collection.

## Handling
När spelet börjar springer knattarna till Joakim med en pappersbit, som visar sig vara en skattkarta, ritad av Fergus von Anka. Skattkartan hittade knattarna i Joakim von Ankas källare. Joakim beslutar sig för att hitta skatten som Fergus gömt, ovetande om att Guld-Ivar Flinthjärta också är ute efter den.
Jakten går till Niagarafallen, ett piratskepp i Bermudatriangeln, Mu, Egypten och Skottland. På varje plats finns en unik skatt, som vaktas av en boss. Efter att huvudnivåerna avklarats kidnappas Anki av Flinthjärta, och hålls som gisslan ombord på pirateskepepet i Bermudatriangeln. Joakim anländer och ger Glomgold skatterna, men upptäcker att "Flinthjärta" är en förklädd robot vid namn D-1000, programmerad att förgöra Joakim. Då D-1000 besegrats, sänker Flinthjärta skeppet, och försöker få med sig Joakim och skatterna ner på havets botten.
Joakim och Anki flyr från skeppet, men skatterna sjunker. Joakim är ändå glad att familjen klarade sig. Just då dyker Sigge McKvack upp och lyckas hämta skatterna. Om Joakims sisa skatt hittas, meddelar Joakim att han gömde den från Flinthjärta genom att stoppa den i hatten. Om spelaren inte lyckats komma åt några pengar ändras slutscenerna, och i stället dyker Flinthjärta upp i TV-rutan, och hyllas för att han hittade skatten, till Joakims stora förtvivlan.

### Fotnoter
1. ↑  Makuch, Eddie (15 mars 2017). ”Six Classic Disney Games Coming To PS4, Xbox One, And PC In New Compilation Pack”. GameSpot. http://www.gamespot.com/articles/six-classic-disney-games-coming-to-ps4-xbox-one-an/1100-6448744/. Läst 27 oktober 2021.
2. ↑  ”Disney's Ducktales 2” (på engelska). Mobygames. 13 maj 1993. http://www.mobygames.com/game/disneys-ducktales-2. Läst 16 juni 2016.